# Branná
Branná är en ort i Tjeckien.   Den ligger i regionen Olomouc, i den östra delen av landet, 180 km öster om huvudstaden Prag. Branná ligger 643 meter över havet och antalet invånare är 341.
Terrängen runt Branná är kuperad. Runt Branná är det ganska glesbefolkat, med 23 invånare per kvadratkilometer. Närmaste större samhälle är Jeseník, 16,1 km nordost om Branná. I omgivningarna runt Branná växer i huvudsak blandskog.